# Мала лисаста гуска
Мала лисаста гуска (лат. Anser erythropus) врста је гуске која је врло слична и сродна лисастој гуски (A. albifrons). Гнезди се на далеком северу Азије и врло је малобројна гнездарица Европе. У Феноскандинавији је враћена на стара станишта програмом реинтродукције. Научно име долази од латинског назива за гуску — anser и назива за црвена стопала — erythropus, који потиче од старогрчког eruthros што значи "црвено" и pous што значи "стопало".
Мала лисаста гуска зимује на крајњем југу Европе и јако је ретка на Британским острвима и Индији. Атрактивна врста и широко држана у приватним колекцијама, па се дешава да често бежи из заточеништва. Примерци виђени током лета или у друштву других домаћих животиња указују на могуће порекло из приватних колекција.

## Опис
Обе врсте лисастих гусака се мало разликују у величини. Мала лисаста, са 53—66 центиметара дугачким телом и распоном крила 120—135 центиметара, није много већа од глуваре (Anas platyrhynchos), али се обе врсте лисастих гусака јасно разликују од дивље гуске својим јарко наранџасто обојеним ногама и мишолико обојеним покровним перима крила. Дивља гуска има кљун и ноге боје свежег меса, док су покровна пера крила плавкастосиве боје.
Обе врсте лисастих гусака имају изразито бело лице и широке црне пруге преко стомака.
Одрасла мала лисаста гуска, поред тога што је мања од лисасте гуске, има уочљив прстен жуте боје око ока, а белина на лицу иде до врха главе, док код лисасте белина иде само до чела.

## Угроженост
Мала лисаста гуска се сматра угроженом, али постоје програми реинтродукције животињских врста у дивљину како би се оснажиле крхке дивље популације. Мала лисаста гуска је обухваћена Споразумом о заштити афричко-азијских миграторних птица мочварица (AEWA).

## Феноскандинавска популација
Ова одвојена популација је процењена на 20 гнездећих парова и 60–80 одраслих индивидуа. Гнезди се на северу Норвешке и зимује у Грчкој, Бугарској и Турској. Главна станица до зимовалишта је мађарски Национални Парк Хортобађ, где врста проводи и до два месеца током јесење сеобе и месец дана на пролећној миграцији.
Други део феноскандинавске популације се гнезди у северној Шведској. Процењена величина ове популације 2015. године је око 15 гнездећих парова или 40—50 индивидуа укупно. Ова птица прати западни миграторни пут и зиму проводи у Холандији и Немачкој. Према Црвеној Листи IUCN-а из 2015, конзервациони статус ове популације је критично угрожен.